# قائمة أنواع الدبيات
الدُبيَّات (الاسم العلمي:Ursidae) هي فَصيلة من الثدييات التي تنتمي لرتبة اللواحم، والتي تشمل الباندا العملاقة والدب البني والدب القطبي والعديد من الأنواع الأخرى الباقية والمنقرضة. يُطلق على الفرد من هذه الفصيلة اسم دب. وهي منتشرة على نطاق واسع في الأمريكيتين وأوراسيا. موائل الدب هي غابات بشكل عام، على الرغم من أن بعض الأنواع يمكن العثور عليها في مناطق الأراضي العشبية والسافانا، غير أن الدب القطبي يعيش في الموائل القطبية والمائية. يبلغ طول السواد الأعظم من الدببة 1.2-2 متر (4-7 أقدام)، بالإضافة إلى الذيل 3-20 سم (1-8 بوصات)، على الرغم من أن الدب القطبي يبلغ طوله 2.2-2.44 مترًا (7-8 أقدام)، وبعض نويعات من يمكن أن يصل ارتفاع الدب البني إلى 2.8 متر (9 قدم). تتباين الأوزان بشكل كبير من دب الشمس، الذي يمكن أن يصل إلى 35 كجم (77 رطلاً)، إلى الدب القطبي، والذي يمكن أن تصل زنته إلى 726 كجم (1,600 رطل). تختلف أحجام الجمهرات، حيث تصنف ستة أنواع على أنها معرضة لخطر الإنقراض الأدنى مع عدد جمهرات منخفض يصل إلى 500، بينما يبلغ عدد جمهرات الدب البني أكثر من 100,000 والدب الأسود الأمريكي حوالي 800,000. العديد من أنواع الدببة تأكل في المقام الأول أطعمة معينة، مثل الفقمات للدب القطبي أو الأرضة وفاكهة للدب الكسلان، باستثناء الباندا العملاقة، التي تتغذى حصريًا على الخيزران، تكون الدببة قارتة عند الضرورة. لم يستأنس أي نوع من الدببة رغم أن بعضها يدرب من أجل العروض الترفيهية.

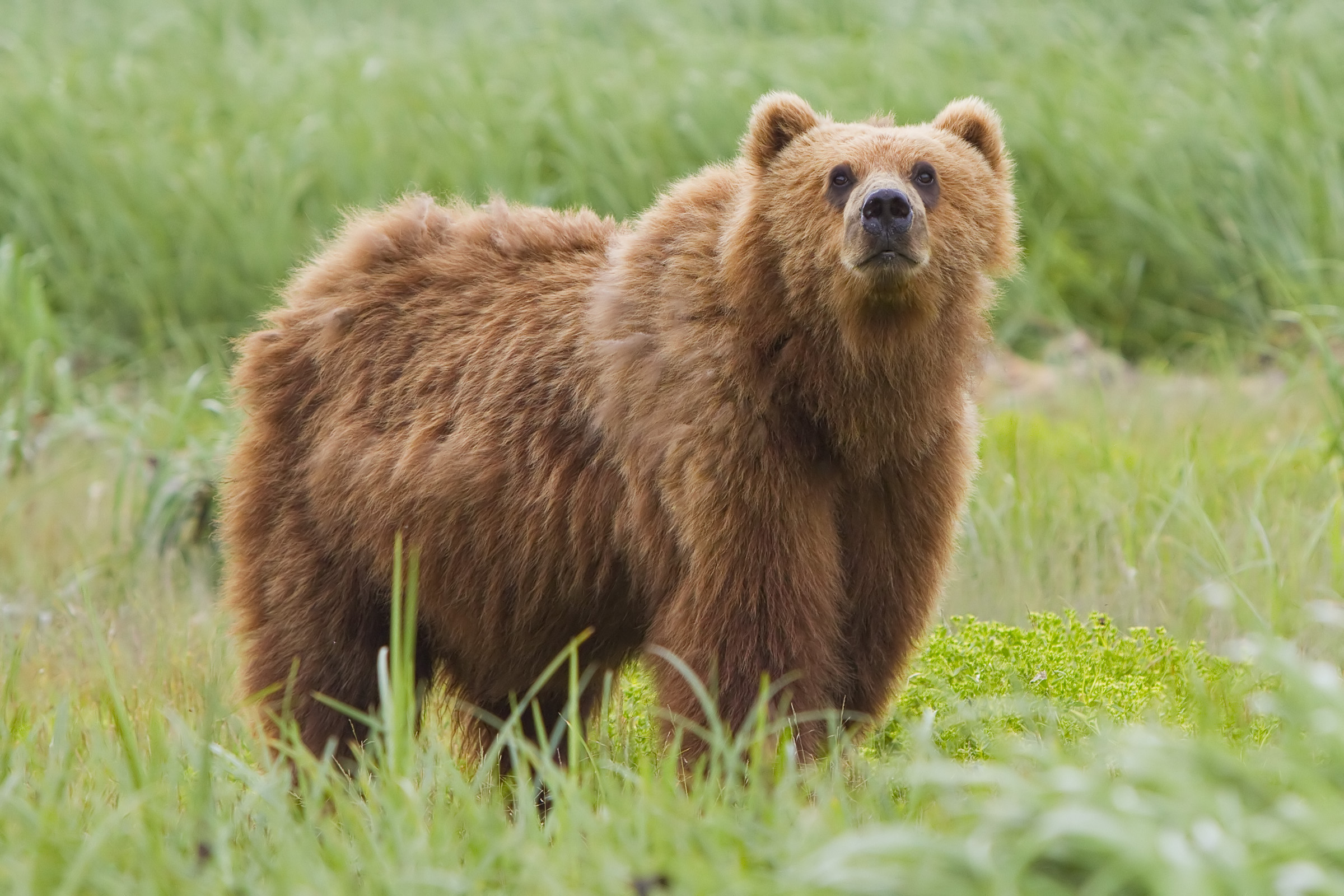
الدب البني (الاسم العلمي:Ursus arctos)

تنقسم الأنواع الثمانية من الدبيات إلى خمس أجناس ضمن ثلاث فُصيلاتٍ، وهي: دببة الباندا والدببة قصيرة الوجه والدببة النمطية. تم وضع الأنواع المنقرضة أيضًا في جميع الفُصيلاتٍ الثلاثة الباقية. تم العثور على أكثر من 100 نوع من الدبيات المنقرضة، على الرغم من أنه بسبب الأبحاث والاكتشافات المستمرة، لم يُحددا العدد والتصنيف الدقيقين.

## الإصطلاحات
وُضعت رموز حالة الحفظ اعتمادًا على القائمة الحمراء للأنواع المهددة بالانقراض التابعة للاتحاد الدولي لحفظ الطبيعة. أُدرجت خرائط الانتشار حيثما أمكن ذلك، وفي حال عدم توافرها، فقد وُضع وصفٌ لنطاق الانتشار. تعتمد النطاقات على القائمة الحمراء للاتحاد الدولي لحفظ الطبيعة ما لم يُذكر خلاف ذلك. أُدرجت جميع الأنواع أو النُويعات المُنقرضة جنبًا إلى جنب مع الأنواع الموجودة والتي انقرضت بعد عام 1500 م، وقد أُشير إليها برمز الخَنْجرية "". يتم تقريب أرقام الجمهرات إلى أقرب مائة.

## التصنيف
تتكون فصيلة الدُبيات من ثمانية أنواع موجودة تنتمي إلى خمسة أجناس في ثلاث فُصيلات وتنقسم إلى عشرات النُويعات. دون إحتساب الأنواع الهجينة مثل هجين الدب القطبي والبُني أو تلك التي انقرضت مُنذُ عُصُور ما قبل التاريخ.
- فُصيلة البانداوات
  - جنس الباندا: نوع واحد
- فُصيلة الدببة قصيرة الوجه
  - جنس الدببة قصيرة الوجه: نوع واحد
- فُصيلة الدببة النمطية
  - جنس دب الشمس: نوع واحد
  - جنس طويل الشفاه: نوع واحد
  - جنس الدببة الحقيقية: أربعة أنواع

|  | \| \| دببة حقيقية (الدب الأسود الأمريكي / الدب الأسود الآسيوي / الدب البني / الدب القطبي) \| \| \| \| \| \| دب الشمس (دب الشمس) \| \| \| \| |
|  | |
|  | طويل الشفاه (الدب الكسلان) |
|  | |
|  | دببة حقيقية (الدب الأسود الأمريكي / الدب الأسود الآسيوي / الدب البني / الدب القطبي)                                                         |
|  | |
|  | دب الشمس (دب الشمس) |
|  | |

|  | دببة حقيقية (الدب الأسود الأمريكي / الدب الأسود الآسيوي / الدب البني / الدب القطبي) |
|  |                                                                                     |
|  | دب الشمس (دب الشمس)                                                                 |
|  |                                                                                     |

|  | \| \| دببة حقيقية (الدب الأسود الأمريكي / الدب الأسود الآسيوي / الدب البني / الدب القطبي) \| \| \| \| \| \| دب الشمس (دب الشمس) \| \| \| \| |
|  | |
|  | طويل الشفاه (الدب الكسلان) |
|  | |
|  | دببة حقيقية (الدب الأسود الأمريكي / الدب الأسود الآسيوي / الدب البني / الدب القطبي)                                                         |
|  | |
|  | دب الشمس (دب الشمس) |
|  | |

|  | دببة حقيقية (الدب الأسود الأمريكي / الدب الأسود الآسيوي / الدب البني / الدب القطبي) |
|  |                                                                                     |
|  | دب الشمس (دب الشمس)                                                                 |
|  |                                                                                     |

|  | \| \| دببة حقيقية (الدب الأسود الأمريكي / الدب الأسود الآسيوي / الدب البني / الدب القطبي) \| \| \| \| \| \| دب الشمس (دب الشمس) \| \| \| \| |
|  | |
|  | طويل الشفاه (الدب الكسلان) |
|  | |
|  | دببة حقيقية (الدب الأسود الأمريكي / الدب الأسود الآسيوي / الدب البني / الدب القطبي)                                                         |
|  | |
|  | دب الشمس (دب الشمس) |
|  | |

|  | دببة حقيقية (الدب الأسود الأمريكي / الدب الأسود الآسيوي / الدب البني / الدب القطبي) |
|  |                                                                                     |
|  | دب الشمس (دب الشمس)                                                                 |
|  |                                                                                     |

|  | \| \| دببة حقيقية (الدب الأسود الأمريكي / الدب الأسود الآسيوي / الدب البني / الدب القطبي) \| \| \| \| \| \| دب الشمس (دب الشمس) \| \| \| \| |
|  | |
|  | طويل الشفاه (الدب الكسلان) |
|  | |
|  | دببة حقيقية (الدب الأسود الأمريكي / الدب الأسود الآسيوي / الدب البني / الدب القطبي)                                                         |
|  | |
|  | دب الشمس (دب الشمس) |
|  | |

|  | دببة حقيقية (الدب الأسود الأمريكي / الدب الأسود الآسيوي / الدب البني / الدب القطبي) |
|  |                                                                                     |
|  | دب الشمس (دب الشمس)                                                                 |
|  |                                                                                     |

|  | \| \| دببة حقيقية (الدب الأسود الأمريكي / الدب الأسود الآسيوي / الدب البني / الدب القطبي) \| \| \| \| \| \| دب الشمس (دب الشمس) \| \| \| \| |
|  | |
|  | طويل الشفاه (الدب الكسلان) |
|  | |
|  | دببة حقيقية (الدب الأسود الأمريكي / الدب الأسود الآسيوي / الدب البني / الدب القطبي)                                                         |
|  | |
|  | دب الشمس (دب الشمس) |
|  | |

|  | دببة حقيقية (الدب الأسود الأمريكي / الدب الأسود الآسيوي / الدب البني / الدب القطبي) |
|  |                                                                                     |
|  | دب الشمس (دب الشمس)                                                                 |
|  |                                                                                     |

|  | \| \| دببة حقيقية (الدب الأسود الأمريكي / الدب الأسود الآسيوي / الدب البني / الدب القطبي) \| \| \| \| \| \| دب الشمس (دب الشمس) \| \| \| \| |
|  | |
|  | طويل الشفاه (الدب الكسلان) |
|  | |
|  | دببة حقيقية (الدب الأسود الأمريكي / الدب الأسود الآسيوي / الدب البني / الدب القطبي)                                                         |
|  | |
|  | دب الشمس (دب الشمس) |
|  | |

|  | دببة حقيقية (الدب الأسود الأمريكي / الدب الأسود الآسيوي / الدب البني / الدب القطبي) |
|  |                                                                                     |
|  | دب الشمس (دب الشمس)                                                                 |
|  |                                                                                     |

|  | \| \| دببة حقيقية (الدب الأسود الأمريكي / الدب الأسود الآسيوي / الدب البني / الدب القطبي) \| \| \| \| \| \| دب الشمس (دب الشمس) \| \| \| \| |
|  | |
|  | طويل الشفاه (الدب الكسلان) |
|  | |
|  | دببة حقيقية (الدب الأسود الأمريكي / الدب الأسود الآسيوي / الدب البني / الدب القطبي)                                                         |
|  | |
|  | دب الشمس (دب الشمس) |
|  | |

|  | دببة حقيقية (الدب الأسود الأمريكي / الدب الأسود الآسيوي / الدب البني / الدب القطبي) |
|  |                                                                                     |
|  | دب الشمس (دب الشمس)                                                                 |
|  |                                                                                     |

|  | \| \| دببة حقيقية (الدب الأسود الأمريكي / الدب الأسود الآسيوي / الدب البني / الدب القطبي) \| \| \| \| \| \| دب الشمس (دب الشمس) \| \| \| \| |
|  | |
|  | طويل الشفاه (الدب الكسلان) |
|  | |
|  | دببة حقيقية (الدب الأسود الأمريكي / الدب الأسود الآسيوي / الدب البني / الدب القطبي)                                                         |
|  | |
|  | دب الشمس (دب الشمس) |
|  | |

|  | دببة حقيقية (الدب الأسود الأمريكي / الدب الأسود الآسيوي / الدب البني / الدب القطبي) |
|  |                                                                                     |
|  | دب الشمس (دب الشمس)                                                                 |
|  |                                                                                     |

## الدبيات
التصنيف التالي يستند إلى ما ورد في طبعة سنة 2005 من كتاب «أنواع ثدييَّات العالم» (بِالإنگليزيَّة: Mammal Species of the World) إضافةً إلى الاقتراحات المقبولة من جُمهُور العُلماء المُختصين المُستندين في اقتراحاتهم إلى دراساتٍ وراثيَّة عرقيَّة جُزيئيَّة أُجريت على أنواع الكائنات هذه. وهذا يشمل تقسيم الباندا العملاقة إلى نويعين. هناك العديد من المقترحات الإضافية التي لم يتفق عليها، مثل إعادة تصنيف نويعات الدب البني إلى مجموعة أصغر من الفرع الحيوي. التي لم يشمل هنا.

### فُصيلة الباندا
| جنس الباندا ميلن إدوار، 1870 – نوعٌ واحد | |                           |              | |      |
| الاسم الشائع                            | الاسم العلمي والنُويعات                                                                                       | حالة الحفظ وتقدير الجُمهرة | الانتشار     | الحجم والبيئة | صورة |
| الباندا العملاقة                        | Ailuropoda melanoleuca دايڤيد, 1869 نُويعان - (A. m. melanoleuca) - النُويعة التشينلينغيَّة (A. m. qinlingensis) | خد ▲ 500-1,000            | أواسط الصين. | الحجم: الجسم: 150-180 سم؛ الذيل: 10-15 سم، الوزن: 80-123 كجم. الموئل: الغابات. الغذاء: تتغذى حصريا على الخيزران. |      |

### فُصيلة الدببة قصيرة الوجه
| جنس Tremarctos جيرفيه، 1855 – نوعٌ واحد |                                 |                           |                                 | |      |
| الاسم الشائع                           | الاسم العلمي والنُويعات          | حالة الحفظ وتقدير الجُمهرة | الانتشار                        | الحجم والبيئة | صورة |
| الدب ذو النظارة                        | Tremarctos ornatus كوڤييه، 1825 | خد 2500-10,000 ▼          | جبال الأندير في أمريكا الجنوبية | الحجم:الجسم: 120-200 سم؛ الذيل: 7 سم، الوزن: 60-175 كجم. الموئل: أراضي الأشجار القمئية والأراضي العشبية والغابات. الغذاء:يأكل في المقام الأول ثمار البروميلية والنخيل، وكذلك الماشية والثدييات الأخرى والفاكهة. |      |

### فُصيلة الدببة النمطية
| جنس دب الشمس هورسفيلد، 1825 – نوعٌ واحد         | |                           |                                                        | |      |
| الاسم الشائع                                   | الاسم العلمي والنُويعات | حالة الحفظ وتقدير الجُمهرة | الانتشار                                               | الحجم والبيئة | صورة |
| دب الشمس                                       | Helarctos malayanus رافلز، 1821 نُويعان - (H. m. euryspilus) - (H. m. malayanus) | خد ▼ 50,000               | جنوب شرق أسيا (النطاق الحالي بالبني والسابق بالأسود)   | الحجم: الجسم: 120-150سم؛ الذيل 3-7 سم، الوزن: 35–80 كجم. الموئل: الغابات وأراضي الأشجار القمئية. الغذاء: يأكل بشكل رئيسي الأرضة والنمل، وكذلك ويرقات الخنافس والنحل بالإضافة إلى العسل والفاكهة.                                                                           |      |
| جنس الدب الكسلان ماير، 1793 – نوعٌ واحد         | |                           |                                                        | |      |
| الاسم الشائع                                   | الاسم العلمي والنُويعات | حالة الحفظ وتقدير الجُمهرة | الانتشار                                               | الحجم والبيئة | صورة |
| الدب الكسلان                                   | Melursus ursinus شاو، 1791 نُويعان - (M. u. inornatus) - (M. u. ursinus) | خد ▼ 6,000–11,000         | الهند (النطاق الحالي بالأخضر والسابق بالأسود)          | الحجم: الجسم: 150-180 سم؛ الذيل: 7-12 سم، الوزن: 54-141 كجم. الموئل: أراضي الأشجار القمئية والأراضي العشبية والغابات والسفناء. الغذاء: الأرضة والفاكهة. |      |
| جنس الدببة الحقيقية لينيوس، 1758 – أربعة أنواع | |                           |                                                        | |      |
| الاسم الشائع                                   | الاسم العلمي والنُويعات | حالة الحفظ وتقدير الجُمهرة | الانتشار                                               | الحجم والبيئة | صورة |
| الدب الأسود الأمريكي                           | Ursus americanus پالاس، 1780 ستة عشر نويعة - (U. a. altifrontalis) - (U. a. amblyceps) - (U. a. americanus) - (U. a. californiensis) - (U. a. carlottae) - (U. a. cinnamomum) - (U. a. emmonsii) - (U. a. eremicus) - (U. a. floridanus) - (U. a. hamiltoni) - (U. a. kermodei) - (U. a. luteolus) - (U. a. machetes) - (U. a. perniger) - (U. a. pugnax) - (U. a. vancouveri) | غم 735,000–941,000        | أمريكا الشمالية(الموطن الحالي بالأحمر والسابق بالوردي) | الحجم: الجسم: 120-200 سم؛ الذيل: 8-14 سم، الوزن: 39-409 كجم. الموئل:الغابات والمناطق الرطبة الداخلية والأراضي العشبية وأراضي الأشجار القمئية والصحاري. الغذاء: قارت؛ يأكل النباتات والجذور والبراعم والفواكه والمكسرات والحشرات والأسماك والثدييات والجيف.                 |      |
| الدب الأسود الأسيوي                            | Ursus thibetanus ج.كوڤييه، 1823 سبع نُويعات - (U. t. formosanus) - (U. t. gedrosianus) - (U. t. japonicus) - (U. t. laniger) - (U. t. mupinensis) - (U. t. thibetanus) - (U. t. ussuricus) | خد ▼ 50,000               | جنوب وشرق أسيا (النطاق الحالي بالبني والسابق بالأسود)  | الحجم: الجسم: 120-180 سم؛ الذيل: 6-11 سم، الوزن 65-150 كجم. المؤئل: الغابات والمناطق الرطبة الداخلية والأراضي العشبية وأراضي الأشجار القمئية. الغذاء: يأكل الخضراوات والحشرات والفاكهة والمكسرات بالإضافة إلى الحافريات والماشية.                                          |      |
| الدب البني                                     | Ursus arctos لينيوس، 1758 ستة عشر نُويعة - (U. a. alascensis) - (U. a. arctos) - (U. a. beringianus) - (U. a. californicus) - (U. a. collaris) - (U. a. crowtheri) - (U. a. dalli) - (U. a. gyas) - (U. a. horribilis) - (U. a. isabellinus) - (U. a. lasiotus) - (U. a. middendorffi) - (U. a. pruinosus) - (U. a. sitkensis) - (U. a. stikeenensis) - (U. a. syriacus)        | غم 110,000                | شمال أمريكا الشمالية وأوروبا وشمال ووسط أسيا           | الحجم: الجسم: 100-280 سم؛ الذيل: 6-20، الوزن: 80–550 كجم. الموئل: الصحاري والغابات والمناطق الرطبة الداخلية والأراضي العشبية وأراضي الأشجار القمئية. الغذاء: قارت: يأكل النجيلية والحشائش والجذور والتوت والمكسرات والحشرات بالإضافة إلى الثدييات والأسماك.                |      |
| الدب القطبي                                    | Ursus maritimus مولچراف، 1774 | خد · 23,000               | الجزء القطبي من أمريكا الشمالية وأسيا                  | الحجم: الجسم: 220–244 سم؛ الذيل: 7–13، الوزن: 408–726 كجم. الموئل: النطاقات المحيطية وأراضي الأشجار القمئية والغابات والأراضي العشبية والبيئات الساحلية والبحرية. الغذاء: يأكل بشكل رئيسي الفقمات والفظ والحيتان البيضاء والطيور والأسماك بالإضافة للخضراوات وطحالب الكلپ. |      |